# شهرستان برودواتر (مونتانا)
شهرستان برودواتر، مونتانا (به انگلیسی: Broadwater County, Montana) یک سکونتگاه مسکونی در ایالات متحده آمریکا است که در ایالت مونتانا واقع شده‌است.

## خصوصیات
شهرستان برودواتر ۳٬۲۰۹٫۰۱ کیلومترمربع مساحت دارد.